# 7-es busz (Nyíregyháza)
A nyíregyházi 7-es jelzésű autóbusz Vasútállomás és Jósaváros végállomások között közlekedik.

## A 7-es autóbuszvonal
Hasonló útvonalon jár a 18-as jelzésű busz is. Korábban a 18-as busz csak a TESCO áruházig közlekedett, de ezt később meghosszabbították az Örökösföldig, majd ezzel egy időben létrejött a 18A jelzésű busz, amely a korábbi 18-ashoz hasonló módon jár (csak a TESCO áruházig). Az alapjárat csak szombati napokon jár, más napokon csak a 18A busszal lehet utazni.

### Közlekedés
A vonalon Credo EN 9,5, Ikarus 260, Ikarus 263, Ikarus 280, Ikarus C80, Ikarus 412, Ikarus 415, Solaris Urbino 12 és Solaris Urbino 15 típusú járművek közlekednek.
 
Az autóbusz munkanapokon a csúcsforgalmi időszakokban 15, egyébként 60 percenként, szombaton pedig 40 percenként közlekedik.

## Útvonala
| Jósaváros felé |
| --- |
| Vasútállomás vá. – Állomás tér – Petőfi utca – Széchenyi utca – Országzászló tér – Zrínyi Ilona utca – Luther utca – Kossuth tér – Bocskai utca – Hunyadi utca – Vay Ádám körút – Dózsa György utca – Pazonyi tér – Korányi Frigyes utca – Jósaváros vá. |

| Vasútállomás felé |
| --- |
| Jósaváros vá. – Korányi Frigyes utca – Pazonyi tér – Dózsa György utca – Vay Ádám körút – Hunyadi utca – Bocskai utca – Kossuth tér – Luther utca – Zrínyi Ilona utca – Országzászló tér – Széchenyi utca – Petőfi utca – Állomás tér – Vasútállomás vá. |

## Megállóhelyei
| 7 (Vasútállomás – Országzászló tér – Vay Ádám körút – Dózsa György utca – Jósaváros) |                                |      |                                                                 |
| Perc                                                                                 | Megálló neve                   | Perc | Átszállási lehetőségek                                          |
| 0                                                                                    | Vasútállomás                   | 18   | 1, 1A, 6, 8, 8A, 10, 12, 14, 14F, 16, 18, 18A, H31X, H31Y       |
| 2                                                                                    | Toldi utca                     | 15   | 8, 8A, 10, 18, 18A, 40, H33, H40                                |
| 3                                                                                    | Szabolcs utca                  | 14   | 3, 8, 8A, 10, 18, 18A, 24, 40, H31, H33, H40                    |
| 4                                                                                    | Országzászló tér               | 13   | 3, 18, 18A, 24, H40                                             |
| 6                                                                                    | Luther utca                    | –    | 13, 15, 18, 18A                                                 |
| –                                                                                    | Megyei Bíróság                 | 11   | 18, 18A                                                         |
| 9                                                                                    | Bujtos utca                    | 9    | 2, 2Y, 4, 4Y, 5, 5A, 11, 13, 15, 18, 18A, 23, 23G, H32          |
| 11                                                                                   | Kodály Zoltán Általános Iskola | 7    | 2, 2Y, 4, 4Y, 5, 5A, 11, 13, 15, 17, 17T, 18, 18A, 23, 23G, H32 |
| 13                                                                                   | Nyár utca                      | 5    | 5, 5A, 14, 14F, 15, 18, 18A, H33                                |
| –                                                                                    | Pazonyi tér                    | 4    | 5, 5A, 14, 14F, 15, 18, 18A, H33                                |
| 15                                                                                   | ÉMKK Zrt.                      | 3    | 5, 5A, 12, 14, 14F, 15, 18, 18A, H33                            |
| 17                                                                                   | Jósavárosi piac                | 2    | 5, 5A, 12, 14, 14F, 15, 18, 18A, H33                            |
| –                                                                                    | Jósavárosi templom             | 1    | 5, 5A, 12, 14, 14F, 15, 18, 18A, H33                            |
| 18                                                                                   | Jósaváros                      | 0    | 5, 5A, 12, 14, 14F, 15                                          |

## Külső hivatkozások
- A 7-es buszok menetrendje
- A járat megjelenítése a térképen
- Nyíregyháza hivatalos honlapja